# قفل نورسنج
قفل نورسنج، (به انگلیسی:Ae lock) قابلیتی برای حفظ نورسنجی فعلی در دوربین عکاسی است که با تغییر زاویه دوربین که به تبع نور سوژه هم تغییر می‌کند، نورسنجی تغییر نمی‌کند. این کار با نگه داشتن دکمه‌ی شاتر تا نیمه و حفظ این حالت تا زمان فشردن کامل برای گرفتن عکس انجام می‌شود.